# Retskrivning
Retskrivning eller ortografi er regler for rigtig skrivning af et sprog og omfatter bl.a. stavning, orddeling, tegnsætning og brug af majuskler. Reglerne dannes fra det talte sprog. Det er ofte tilfældigheder, der bestemmer, hvad der er normdannende for retskrivningen. Det kan have afgørende betydning for et folks identitet, hvis der findes en skriftlig sprognorm.
Under purismen blev en lang række fremmedord erstattet med nydannede ord af dansk oprindelse. Hans von Aphelen (1719-79) erstattede - inspireret af tysk Rechtschreibung - ordet ortografi med "retskrivning".

## Bogtrykkernes påvirkning
Et eksempel er Christian 3.s Bibel, der blev normdannende for dansk skriftsprog med former som offuer (= over), loffue (= love), bliffuer, aff, oc eller och, Vnge (= unge) osv. Tilsvarende blev det afgørende for det walisiske sprogs skæbne, at Bibelen blev oversat til walisisk. Mens de keltiske sprog i Irland og Skotland kun bruges af meget få som dagligsprog, tales walisisk af mere ca. 20 % af Wales' befolkning.
Fra 1530'erne fungerede værker fra Christiern Pedersens trykkeri som dansk retskrivningsnorm. Bogtrykkerne påvirkede i høj grad udviklingen af skriftsproget, da de havde interesse i at økonomisere med bogstaverne, mens håndskriften gik over gevind med unødvendige bogstaver i ath (= at), szilld (= sild), effuige (= evige) osv.. "Til" ses stavet både som thil og som tijll. Dobbelt konsonant skulle vise, at den forudgående vokal var lang, som i lesse (= læse), Mennighed, Skollemester, sallig, gall, Kiøbenhaffn, Naffn, bleff, haffde, giffun, Løffverdag. Men også ordets første konsonant blev ofte fordoblet, som i ffange, ffraa, ffordhi, sziin (= sin) og szaa. Hvis man sammenligner en trykt og en håndskrevet udgave af Ægteskabsordinansen, ser man, at der i trykt sprog står "derfor" og "efterdi", håndskrevet bliver det til therfore og eptherthij. "Tvivl" var i den trykte udgave tuil, men i håndskriftet thuiffuil.
Den første officielle retskrivningsordbog udkom i 1872: Svend Grundtvigs Dansk Haandordbog. Ordbøger fandtes tidligere, men Grundtvigs var ment som rettesnor i skolernes danskundervisning. Den blev afløst af Viggo Saabys Dansk Retskrivningsordbog fra 1891, og senere er retskrivningen jævnlig blevet justeret efter talesproget.
I Danmark er det Dansk Sprognævn, der siden oprettelsen i 1955 har fastlagt dansk retskrivning og udgiver den officielle danske retskrivningsordbog, Retskrivningsordbogen. I 1955 hed den blot Retskrivningsordbog. Retskrivningsordbogen fra 1986 er 1. udgave, og den nuværende fra 2012 er 4. udgave.

## Ekstern henvisning
- Ordbog over det danske sprog – på nettet
- Retskrivningsordbogen på nettet
- Fiduso.dk – Folkefronten af Intelligente Danskere til Udvikling af Sproglig Omhu
- Lov om dansk retskrivning